# Herman Marie Engala
Herman Marie Engala est un joueur camerounais de volley-ball né le 29 décembre 1985. Il mesure 2,07 m et joue central. Il totalise 102 sélections en équipe du Cameroun.

## Biographie
Il pratique le basket-ball jusqu'en 2003 avant de se tourner vers le volley-ball.

## Clubs
| Club           | De        | À         |
| -------------- | --------- | --------- |
| PA Douala      | 2002-2003 | 2006-2007 |
| Probisa Málaga | 2007-2008 | 2007-2008 |
| VBC Martigny   | 2008-2009 | 2008-2009 |
| TV Bühl        | 2009-2010 | 2010-2011 |
| AL Caudry      | 2012-2013 | 2012-2013 |
| LISSP Calais   | 2013-2014 | ?         |
| Nancy          | 2015-2016 | 2015-2016 |
| Poitiers       | 2016-2017 | 2016-2017 |

## Palmarès
- Championnat d'Afrique
  - Finaliste : 2011
- Championnat du Cameroun (2)
  - Vainqueur : 2005, 2006
  - Finaliste : 2004
- Coupe du Cameroun (3)
  - Vainqueur : 2004, 2005, 2006
  - Finaliste : 2003